# BET Networks
BET Networks je podružnica medijskog konglomerata ViacomCBS koja nadgleda poslovanje mnogih televizijskih kanala i Internet brandova, uključujući izvorni Black Entertainment Television kanal u Sjedinjenim Američkim Državama. Podružnica je osnovana 2001. godine. BET Networks također upravlja s BET Networks International. Sjedište BET Networksa nalazi se u Washingtonu, a Debra L. Lee je predsjednica.
BET Networks je vodeći pružatelj zabavnog sadržaja Afroamerikancima i ostalim gledateljima crnačke kulture širom svijeta. Glavni Black Entertainment Television kanal emitira se u više od 90 milijuna kućanstava u Sjedinjenim Američkim Državama, Ujedinjenom Kraljevstvu, Kanadi, Bliskom istoku, Africi i na Karibima.
BET Networks trenutno ima u vlasništvu nekoliko postaja, kanala i internetskih stranica. Web stranica BET.com je među vodećim internetskim stranicama za zabavu, glazbu, vijesti i kulturu. Centric je zabavni kanal za publiku raznih godišta. BET Digital Networks kanali BET Gospel i BET Hip-Hop su namijenjeni za alternativne zabavne ukuse. BET Home Entertainment je zbirka BET brandova koji su ponuđeni za kućnu kupovinu. BET Event Productions je menadžment tvrtka koja organizira festivale i razna događanja uživo. BET Mobile pruža melodije, igre i video sadržaj za bežične uređaje, a BET International je televizijski kanal koji se emitira izvan Sjedinjenih Američkih Država.

## Kanali u vlasništvu BET Networksa
- Black Entertainment Television (1980. - danas)
- Centric (1996. - danas)
- BET Gospel (2002. - danas)
- BET Hip-Hop (2002. - danas)
- BET International (2008. - danas)

## Vanjske poveznice
- Službena stranica